# Ernst Plaschke
Ernst Plaschke (* 10. Dezember 1906 in Neudörfel bei Aussig; † März 1988 in Berlin) war ein deutscher Politiker (DSAP/KPD/SED) und antifaschistischer Widerstandskämpfer sudetendeutscher Herkunft.

## Leben
Plaschke, Sohn eines Zimmermanns, erlernte zwischen 1921 und 1924 den Beruf des Maurers. Anschließend arbeitete er als Maurergehilfe, später als Polier in Riegersdorf. 1921 trat er der Deutschen sozialdemokratische Arbeiterpartei in der Tschechoslowakischen Republik (DSAP) bei. 1930 schloss er sich der Bauarbeitergewerkschaft an. Seit 1933 beteiligte er sich aktiv am Kampf gegen die Henlein-Bewegung in der Tschechoslowakei. 1935 wurde er Mitglied und war später Gruppenführer der Roten Wehr, einer antifaschistischen Schutzorganisation der deutschen Arbeiter in der Tschechoslowakei.
Nach der Besetzung und Annexion des Sudetenlandes wurde Plaschke im November 1938 durch die Gestapo verhaftet und war in verschiedenen Untersuchungsgefängnissen, zuletzt im Polizeigefängnis Dresden inhaftiert. Im Januar 1939 wurde er in das KZ Dachau, im November 1939 ins KZ Buchenwald verbracht, wo er bis zu seiner Befreiung 1945 inhaftiert war. In Buchenwald wurde Plaschke (Häftlingsnummer 7009, Block 37) zunächst in die Strafkompanie eingewiesen. Später musste er als Maurer arbeiten und wurde Kapo des Baukommandos I. Als solcher erreichte Plaschke durch geschicktes Argumentieren beim SS-Obersturmführer Erich Gust eine Erleichterung der Arbeitsbedingungen für die jugendlichen Häftlinge.
Im Sommer 1945 kehrte Plaschke zunächst in seine Heimat in die Tschechoslowakei zurück. Im September 1945 siedelte er in die Sowjetische Besatzungszone über und wurde Mitglied der KPD. Er lebte zunächst in Weimar, wo er in der Stadtverwaltung tätig war. Anschließend war er Abteilungsleiter im Ministerium für Wirtschaft und Arbeit des Landes Thüringen. 1952 wurde er Leiter der Abteilung ländliches Bauwesen im Ministerium für Aufbau der DDR in Berlin. Nach deren Auflösung war Plaschke wissenschaftlicher Mitarbeiter und Hauptreferent im Ministerium für Bauwesen der DDR. 1972 wurde er pensioniert. 
Er starb im Alter von 81 Jahren in Berlin und wurde am 7. April 1988 in der VdN-Anlage des Zentralfriedhofs Berlin-Friedrichsfelde beigesetzt.

### Familie
Plaschke ist der Vater von Herbert Plaschke (1929–2010), dem späteren Botschafter der DDR in Ungarn und Rumänien.

## Auszeichnungen
- 1958 Medaille für Kämpfer gegen den Faschismus 1933 bis 1945
- 1966 Vaterländischer Verdienstorden in Bronze, 1971 in Silber und 1981 in Gold
- 1987 Ehrenspange zum Vaterländischen Verdienstorden in Gold